# Кузнецов, Анатолий Иванович (военный)
Анатолий Иванович Кузнецов (род. 16 ноября 1957 года, Ковров, Владимирская область, РСФСР, СССР) — советский и российский государственный деятель, сотрудник органов государственной безопасности. 
Бывший сотрудник КГБ СССР, бывший телохранитель Бориса Ельцина, затем начальник охраны президента и руководитель самостоятельного ведомства — Службы безопасности президента Российской Федерации. Генерал-майор запаса.

## Биография
Окончил Высшую Краснознаменную школу КГБ СССР им. Ф. Э. Дзержинского. Проходил службу на офицерских должностях в Девятом управлении КГБ СССР (Служба охраны). Был старшим адъютантом, сотрудником Службы безопасности Президента РФ (личный телохранитель Б. Н. Ельцина). После отставки А. В. Коржакова — начальник Управления безопасности президента ФСО.